# Erez
El asentamiento de Erez (en hebreo: אֶרֶז) es un kibutz ubicado en el suroeste de Israel. Está situado al noroeste del desierto del Néguev a unos 18 kilómetros al sur de Ascalón, pertenece a la jurisdicción del Concejo Regional Shaar HaNéguev.

## Historia
En 2015 tenía una población de 487 habitantes. Erez es el nombre del primer núcleo en el que se asentó el kibutz. Eran miembros del movimiento juvenil sionista Hanoar Haoved Vehalomed, procedentes de Petaj Tikva. Antes de la fundación del kibbutz, la aldea palestina de Dimrah existía en el mismo terreno.Durante la primera guerra árabe-israelí de 1948, sus aproximadamente 520 habitantes fueron expulsados.
El 7 de octubre de 2023, el kibutz fue atacado en la etapa inicial de la guerra entre Israel y Gaza. El equipo de seguridad del kibutz repelió el ataque en una batalla que duró horas, perdiendo a uno de sus miembros.

## Industria y agricultura del kibutz
El kibutz tiene tres industrias principales; la agricultura (el cultivo de frutas y la ganadería), la industria manufacturera (la empresa "Erez Thermoplastics", que fabrica productos termoplásticos) y la investigación, el desarrollo y la innovación.